# Gladiateurs de la Queue-en-Brie
I Gladiateurs de la Queue-en-Brie sono una squadra di football americano di La Queue-en-Brie, in Francia; hanno vinto un Casque d'Or (torneo di seconda divisione).

## Dettaglio stagioni

### Tornei nazionali

#### Campionato

##### Division Elite
| Stagione | regular season | regular season | regular season | regular season | regular season | regular season | playoff | playoff | playoff | playoff | playoff | playoff   | playoff    |
|          | Vin            | Par            | Per            | Tot            | PF             | PS             | Vin     | Per     | Tot     | PF      | PS      | risultato | avversaria |
| -------- | -------------- | -------------- | -------------- | -------------- | -------------- | -------------- | ------- | ------- | ------- | ------- | ------- | --------- | ---------- |
| 2016     | 1              | 1              | 7              | 9              | 96             | 182            | -       | -       | -       | -       | -       | -         | -          |
| 2017     | 1              | 0              | 9              | 10             | 91             | 333            | -       | -       | -       | -       | -       | -         | -          |
| Totale   | 2              | 1              | 16             | 19             | 187            | 515            | -       | -       | -       | -       | -       |           |            |

Fonti: Enciclopedia del Football - A cura di Roberto Mezzetti

##### Deuxième Division
| Stagione | regular season | regular season | regular season | regular season | regular season | regular season | playoff | playoff | playoff | playoff | playoff | playoff          | playoff             |
|          | Vin            | Par            | Per            | Tot            | PF             | PS             | Vin     | Per     | Tot     | PF      | PS      | risultato        | avversaria          |
| -------- | -------------- | -------------- | -------------- | -------------- | -------------- | -------------- | ------- | ------- | ------- | ------- | ------- | ---------------- | ------------------- |
| 2018     | 5              | 0              | 5              | 10             | 103            | 149            | 0       | 1       | 1       | 14      | 21      | Quarti di finale | Spartiates d'Amiens |
| Totale   | 5              | 0              | 5              | 10             | 103            | 149            | 0       | 1       | 1       | 14      | 21      |                  |                     |

Fonti: Enciclopedia del Football - A cura di Roberto Mezzetti

### Riepilogo fasi finali disputate
| Anno           | Luogo  | Evento            | Fase del torneo  | Incontro                                              | Risultato |
| 26 maggio 2018 | Amiens | Deuxième Division | Quarti di finale | Spartiates d'Amiens - Gladiateurs de la Queue-en-Brie | 21 - 14   |

## Palmarès
- 1 Casque d'Or (2015)